# Family Office

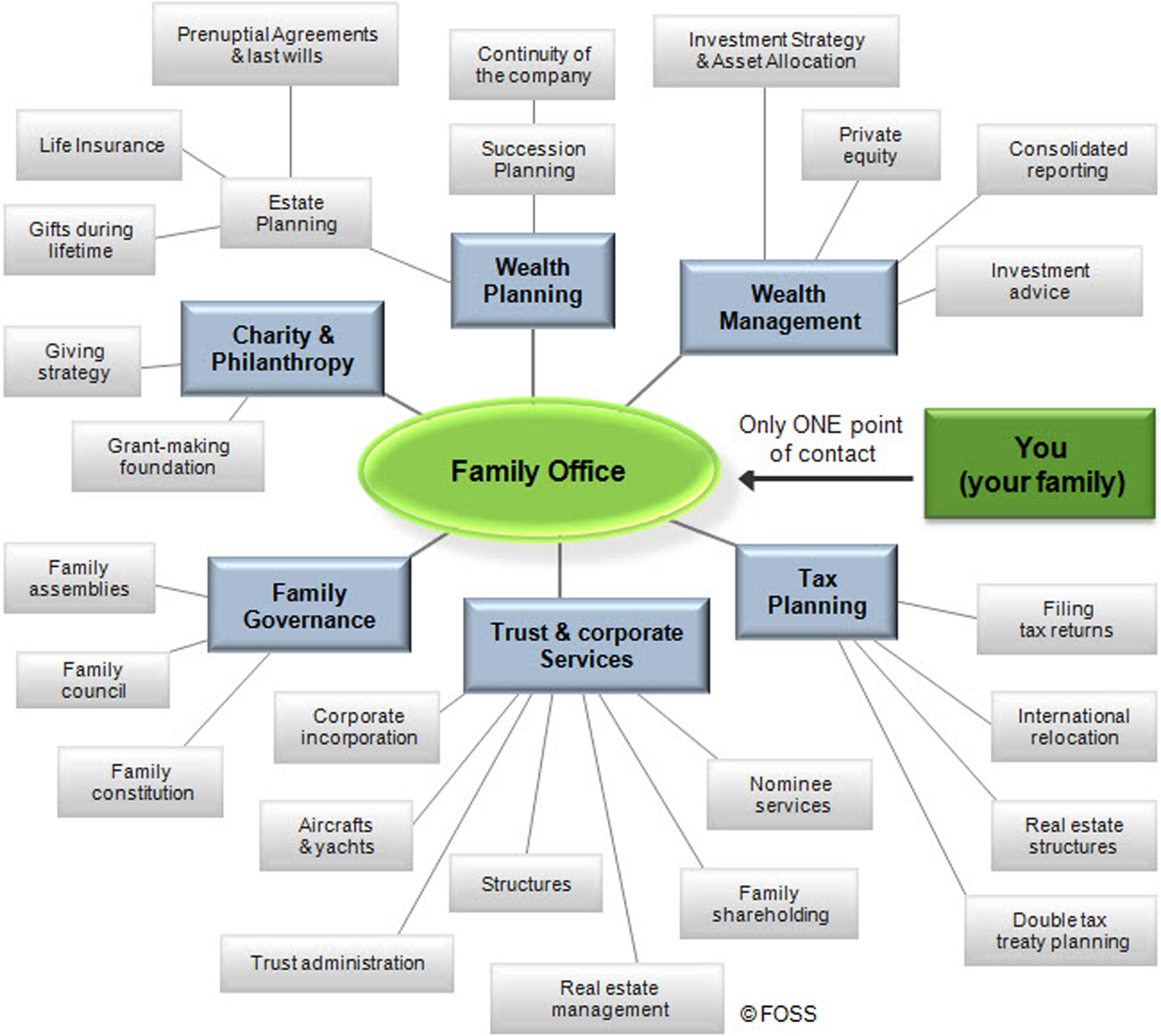
Family Office, mögliche Dienstleistungen

Family Office bezeichnet im englischen Sprachraum eine Gesellschaft, deren Zweck die Verwaltung des privaten Großvermögens einer Eigentümerfamilie ist. Die Aufgaben eines Family Office sind aber grundsätzlich nicht beschränkt. Typischerweise übernimmt es neben der reinen Vermögensverwaltung auch klassische Sekretariats-Dienstleistungen wie beispielsweise Mediation, Buchführung, Controlling, Büroorganisation, Auswahl und Mandatierung von externen Dienstleistern wie Rechtsanwälten oder Steuerberatern, Pressekorrespondenz, Reiseplanung, oder Sicherheitsmanagement.

## Aufgaben und Abgrenzung
Der wesentliche Unterschied zwischen einem Family Office und einem Vermögensverwalter ist die Tatsache, dass ersteres unter Kontrolle der Anlegerfamilie und letzterer unter Kontrolle eines Dritten steht. Entsprechend unterscheidet sich auch die Regulierung: Ein Vermögensverwalter benötigt die Erlaubnis der Regulierungsbehörde, während dies beim Family Office nicht der Fall ist – zumindest wenn für die Gesellschafterversammlung das Einstimmigkeitsprinzip festgeschrieben ist. Der Gesetzgeber geht hier durch die Identität von Anleger und Eigentümer des Family Office davon aus, dass eine Schutzbedürftigkeit nicht besteht. Die Anlageentscheider sind Angestellte des Family Office und damit Untergebene der Anleger. Neben der Risikodiversifizierung ist es den Eigentümerfamilien häufig auch wichtig, mit ihrem Family-Office das Unternehmertum innerhalb der Familie zu bewahren. An der obersten Stelle rangiert für Family Offices in der Regel der Kapitalerhalt, hinter dem die absolute Rendite und der konstante Cashflow als Ziele folgen.
Ähnlich wie Private-Equity-Firmen investieren auch Family Offices via Direktbeteiligungen in etablierte Unternehmen und Startups. Die Haltedauer bei Direktinvestitionen ist bei Family Offices mit durchschnittlich 19 Jahren jedoch deutlich höher als bei Private Equity.
Der Hauptvorteil des Family Office ist die hohe Kontrolle der Familie über das eigene Vermögen und die eigenen Investitionen. Unter bestimmten Umständen kann Kostenersparnis einen weiteren Vorteil darstellen. Da Anleger und Eigentümer identisch sind, muss keine Verwaltungsgebühr abgeführt werden; nur Personal- und Fremdkosten fallen an. Der Nachteil besteht darin, dass ein Family Office, das nur für eine Familie zuständig ist, sich erst ab einem  Mindestvermögen von ca. 250 Millionen Euro lohnt. Ein Family Office rechnet sich erst dann, wenn die Verwaltungsgebühren einer externen Vermögensverwaltung spürbar höher sind als die Personalkosten, die man für ein minimales Family Office aufwenden muss. Die Kosten für ein Family Office mit Vollservice betragen mindestens eine Million Euro pro Jahr, von denen ca. 60 Prozent Personalkosten sind. Geringere Kosten lassen sich über sehr schlank aufgestellte Strukturen, sogenannte virtuelle Family Offices, erzielen.
Neben dieser familieneigenen Organisationsform, die oft unter dem Begriff Single Family Office (SFO) spezifiziert wird, werden unter dem Begriff inzwischen jedoch auch Dienstleistungen von Gesellschaften oder Abteilungen von Banken beworben, die Finanzdienstleistungen für die gleiche Kundengruppe erbringen. Für diese Tätigkeit ist eine Regulierung vorgeschrieben, da es sich letztlich nur um ein werbewirksames Etikett für herkömmliche Bankdienstleistungen wie Finanzportfolioverwaltung und Anlageberatung handelt.

## Hintergründe
Ursprünglich gründeten sehr vermögende Familien zur optimalen Bewirtschaftung ihrer privaten und unternehmerischen Vermögenswerte und Verpflichtungen eigene Familiengesellschaften. Als erstes Family Office gilt das 1838 gegründete House of Morgan der amerikanischen Unternehmerdynastie Morgan. Im Jahre 1882 erfolgte die Gründung des Family Office der Familie Rockefeller.
Laut der US-amerikanischen Konsulentenfirma Celent gibt es in Europa über 4.000 Firmen, die Family-Office-Dienstleistungen erbringen, 750 davon widmen sich ausschließlich den Geschäften einer einzigen Familie, beispielsweise die Jacobs Holding in der Schweiz. Jedes dieser Single Family Offices verwaltet Anlagevermögen von mindestens 100 Millionen US-Dollar, wobei die empfohlene Mindestgröße für ein Single Family Office bei mindestens 500 Millionen Schweizer Franken liegt. In Deutschland gibt es mindestens 300 Single-Family-Offices, von denen die meisten ab 1970 gegründet wurden.
Sogenannte Multi Family Offices arbeiten für mehrere Familien und verwalten in der Regel kleinere Vermögen. In Europa soll es knapp 2.000 geben, die im Durchschnitt zehn bis 15 Kunden mit einem Portfolio von 25 bis 50 Millionen US-Dollar betreuen.
In der Schweiz, die in Europa als Zentrum für Family Offices gilt, sollen zwischen 300 und 400 Family Offices bestehen, die vor allem ausländische Klienten betreuen und im Durchschnitt 20 Mitarbeiter beschäftigen. Ein Dutzend davon verwalten jeweils Einzelvermögen von 10 bis 15 Milliarden US-Dollar. Die Swiss Single Family Association vertritt in der Schweiz die Interessen der Single Family Offices.
Geschäfts- und Privatbanken haben vermehrt begonnen, mit hauseigenen Multi Family Offices um die Kundschaft zu werben. Die unabhängigen Family Offices werfen diesen Bankgeschäftseinheiten vor, nicht die nötige Distanz bei Anlageentscheidungen zu haben und vor allem auf Kommissionen erpicht zu sein. Unabhängige Büros hingegen hätten andere Anreizsysteme und verrechneten strikter nach Aufwand, nicht in Prozenten auf das verwaltete Vermögens oder den erzielten Gewinn.